# Impatiens grandisepala
Espèce
Statut de conservation UICN

 CR B2ab(iii); D : 
En danger critique
Impatiens grandisepala Grey-Wilson est une espèce de plantes à fleurs de la famille des Balsaminaceae et du genre Impatiens, endémique du Cameroun.

## Description
C'est une herbe épiphyte pérenne glabre, dont les tiges charnues atteignent 30-40 cm de long et 6-7 mm de diamètre. Elle doit son épithète spécifique grandisepala à ses grands sépales latéraux pendants, qui dissimulent les sépales inférieurs et l'éperon.

## Habitat et distribution
Endémique du Cameroun, elle n'est connue qu'au mont Cameroun, dans la Région du Sud-Ouest, où l'holotype a été collecté par Benoît Sabatié en juin 1976, aux environs d'Efolofo, en forêt submontagnarde, à 1 150 m d'altitude.
Du fait de sa rareté, elle figure sur la liste rouge de l'UICN comme une espèce « en danger critique d'extinction ».